# Campeonato Asiático de Atletismo em Pista Coberta de 2014 - Resultados
Estes são os resultados do Campeonato Asiático de Atletismo em Pista Coberta de 2014 que ocorreram de 15 e 16 de fevereiro de 2014 em Hangzhou, na China. Essa é a segunda vez consecutiva que a cidade sedia o evento. 

## Resultado masculino

### 60 m
| Posição | Bateria | Atleta                | Nacionalidade  | Tempo | Notas |
| ------- | ------- | --------------------- | -------------- | ----- | ----- |
| 1       | 1       | Femi Seun Ogunode     | Catar          | 6.58  | q     |
| 2       | 4       | Samuel Francis        | Catar          | 6.62  | q     |
| 3       | 3       | Reza Ghasemi          | Irão           | 6.72  | q     |
| 4       | 3       | Masashi Eriguchi      | Japão          | 6.74  | q     |
| 5       | 2       | Eric Shauwn Cray      | Filipinas      | 6.77  | q,    |
| 6       | 4       | Mo Youxue             | China          | 6.82  | q     |
| 7       | 4       | Calvin Kang Li Loong  | Singapura      | 6.83  | q     |
| 8       | 1       | Yahya Al-Noufli       | Omã            | 6.84  | q     |
| 9       | 2       | Ma Jun                | China          | 6.87  |       |
| 10      | 1       | Tu Chia-lin           | Taipé Chinesa  | 6.90  |       |
| 11      | 2       | Ruttanapon Sowan      | Tailândia      | 6.92  |       |
| 12      | 4       | Liaquat Ali           | Paquistão      | 6.92  |       |
| 13      | 1       | Muhammad Elfi Mustapa | Singapura      | 6.93  |       |
| 14      | 2       | Pan Po-yu             | Taipé Chinesa  | 6.96  |       |
| 15      | 2       | Akmyrat Orazgeldiyev  | Turquemenistão | 7.01  |       |
| 16      | 3       | Achitbileg Battulga   | Mongólia       | 7.01  |       |
| 17      | 3       | Lam Kin Hang          | Macau          | 7.06  |       |
| 18      | 1       | Valerii Ponomarev     | Quirguistão    | 7.07  |       |
| 19      | 4       | Kritsada Namsuwan     | Tailândia      | 7.08  |       |
| 20      | 4       | Yang Zi Xian          | Macau          | 7.11  |       |
| 21      | 2       | Tsasbayar Sainbileg   | Mongólia       | 7.50  |       |
| 22      | 1       | Ildar Hojayev         | Turquemenistão | DSQ   | [ 2 ] |
| 22      | 3       | Ng Ka Fung            | Hong Kong      | DSQ   | [ 2 ] |
| 22      | 3       | Barakat Al-Harthi     | Omã            | DSQ   | [ 2 ] |

| Posição           | Raia | Atleta               | Nacionalidade | Tempo | Notas            |
| ----------------- | ---- | -------------------- | ------------- | ----- | ---------------- |
| Medalha de ouro   | 2    | Samuel Francis       | Catar         | 6.61  |                  |
| Medalha de prata  | 2    | Femi Seun Ogunode    | Catar         | 6.62  |                  |
| Medalha de bronze | 2    | Reza Ghasemi         | Irão          | 6.68  |                  |
| 4                 | 2    | Masashi Eriguchi     | Japão         | 6.73  |                  |
| 5                 | 1    | Eric Shauwn Cray     | Filipinas     | 6.75  | Recorde nacional |
| 6                 | 1    | Mo Youxue            | China         | 6.77  |                  |
| 7                 | 1    | Calvin Kang Li Loong | Singapura     | 6.80  |                  |
| 8                 | 1    | Yahya Al-Noufli      | Omã           | 6.85  |                  |

### 400 m
| Posição | Bateria | Atleta               | Nacionalidade | Tempo | Notas            |
| ------- | ------- | -------------------- | ------------- | ----- | ---------------- |
| 1       | 1       | Sergey Zaikov        | Cazaquistão   | 47.96 | q                |
| 2       | 3       | Mehdi Zamani         | Irão          | 48.52 | q                |
| 3       | 1       | Chen Jianxin         | China         | 48.56 | q                |
| 4       | 3       | Ahmed Mubarak Salah  | Omã           | 48.71 | q                |
| 5       | 1       | Kazuya Watanabe      | Japão         | 48.78 | q                |
| 6       | 3       | Igor Kondratyev      | Cazaquistão   | 48.85 | q                |
| 7       | 3       | Ou Shaowei           | China         | 48.86 |                  |
| 8       | 3       | Chan Ka Chun         | Hong Kong     | 49.00 | Recorde nacional |
| 9       | 4       | Mohammed Hindi       | Omã           | 49.02 |                  |
| 10      | 4       | Hadi Rahimi          | Irão          | 49.09 |                  |
| 11      | 2       | Yusuke Ishitsuka     | Japão         | 49.18 |                  |
| 12      | 2       | Artem Dyatlov        | Uzbequistão   | 49.45 |                  |
| 13      | 2       | Hadid Nour Elddin    | Líbano        | 49.63 | Recorde nacional |
| 14      | 2       | Aleksandr Pronzhenko | Tajiquistão   | 50.04 | Recorde nacional |
| 15      | 3       | Lo Yen-yao           | Taipé Chinesa | 50.08 |                  |
| 16      | 1       | Leung King Hung      | Hong Kong     | 50.21 |                  |
| 17      | 4       | Wang Wen-tang        | Taipé Chinesa | 51.90 |                  |
| 18      | 4       | Ao Ieong Ka Hou      | Macau         | 52.06 |                  |
| 19      | 2       | Aleksei Namuratov    | Quirguistão   | 52.19 |                  |
| 20      | 1       | Lam Iong Sang        | Macau         | DNF   |                  |
| 20      | 4       | Femi Seun Ogunode    | Catar         | DNS   |                  |

| Posição           | Atleta              | Nacionalidade | Tempo | Notas |
| ----------------- | ------------------- | ------------- | ----- | ----- |
| Medalha de ouro   | Mehdi Zamani        | Irão          | 48.25 |       |
| Medalha de prata  | Sergey Zaikov       | Cazaquistão   | 48.37 |       |
| Medalha de bronze | Ahmed Mubarak Salah | Omã           | 48.51 |       |
| 4                 | Chen Jianxin        | China         | 48.61 |       |
| 5                 | Kazuya Watanabe     | Japão         | 48.68 |       |
| 6                 | Igor Kondratyev     | Cazaquistão   | 48.78 |       |

### 800 m
| Posição | Bateria | Atleta                   | Nacionalidade | Tempo   | Notas            |
| ------- | ------- | ------------------------ | ------------- | ------- | ---------------- |
| 1       | 1       | Jamal Hairane            | Catar         | 1:53.60 | Q                |
| 2       | 1       | Yasuhiro Nakamura        | Japão         | 1:53.66 | Q                |
| 3       | 2       | Musaeb Abdulrahman Balla | Catar         | 1:54.69 | Q                |
| 4       | 1       | Sergey Tulapin           | Cazaquistão   | 1:54.82 | q                |
| 5       | 2       | Ebrahim Al-Zofairi       | Kuwait        | 1:54.83 | Q                |
| 6       | 2       | Farhan Ahmad             | Paquistão     | 1:55.52 | q                |
| 7       | 2       | Jiang Xiaobin            | China         | 1:55.60 |                  |
| 8       | 2       | Jian Yong Leo Fang       | Singapura     | 1:55.63 | Recorde nacional |
| 9       | 1       | Akhyt Asyekhan           | Mongólia      | 1:55.99 |                  |
| 10      | 1       | Aleskseii Namuratov      | Quirguistão   | 2:04.57 |                  |

| Posição           | Atleta                   | Nacionalidade | Tempo   | Notas |
| ----------------- | ------------------------ | ------------- | ------- | ----- |
| Medalha de ouro   | Musaeb Abdulrahman Balla | Catar         | 1:50.27 |       |
| Medalha de prata  | Ebrahim Al-Zofairi       | Kuwait        | 1:50.86 |       |
| Medalha de bronze | Yasuhiro Nakamura        | Japão         | 1:50.94 |       |
| 4                 | Jamal Hairane            | Catar         | 1:52.09 |       |
| 5                 | Sergey Tulapin           | Cazaquistão   | 1:55.24 |       |
| 6                 | Farhan Ahmad             | Paquistão     | 1:59.94 |       |

### 1500 m
15 de fevereiro
| Posição           | Atleta                | Nacionalidade | Tempo   | Notas            |
| ----------------- | --------------------- | ------------- | ------- | ---------------- |
| Medalha de ouro   | Mohamad Al-Garni      | Catar         | 3:48.79 |                  |
| Medalha de prata  | Hamza Driouch         | Catar         | 3:49.55 |                  |
| Medalha de bronze | Omar Al-Rasheedi      | Kuwait        | 3:50.79 |                  |
| 4                 | Hossein Keyhani       | Irão          | 3:50.80 |                  |
| 5                 | Luo Yuxi              | China         | 3:53.39 |                  |
| 6                 | Ali Fahimi            | Irão          | 3:55.41 |                  |
| 7                 | Munkhbayar Narandulam | Mongólia      | 3:55.48 | Recorde nacional |
| 8                 | Adilet Kyshtakbekov   | Quirguistão   | 3:59.29 |                  |
| 9                 | Erzhan Askarov        | Quirguistão   | 4:00.02 |                  |
| 10                | Akhyt Asyekhan        | Mongólia      | 4:01.92 |                  |
| 11                | Farhan Ahmad          | Paquistão     | DNS     |                  |

### 3000 m
16 de fevereiro
| Posição           | Atleta                | Nacionalidade | Tempo   | Notas            |
| ----------------- | --------------------- | ------------- | ------- | ---------------- |
| Medalha de ouro   | Mohamad Al-Garni      | Catar         | 8:08.65 |                  |
| Medalha de prata  | Abubaker Ali Kamal    | Catar         | 8:09.48 |                  |
| Medalha de bronze | Tetsuya Yoroizaka     | Japão         | 8:11.73 |                  |
| 4                 | Zhang Songlin         | China         | 8:13.61 |                  |
| 5                 | Ali Fahimi            | Irão          | 8:23.67 |                  |
| 6                 | Munkhbayar Narandulam | Mongólia      | 8:34.15 | Recorde nacional |
| 7                 | Adilet Kyshtakbekov   | Quirguistão   | 8:35.44 |                  |
| 8                 | Erzhan Askarov        | Quirguistão   | 8:36.63 |                  |

### 60 m com barreiras
| Posição | Bateria | Atleta                  | Nacionalidade | Tempo | Notas |
| ------- | ------- | ----------------------- | ------------- | ----- | ----- |
| 1       | 2       | Abdulaziz Al-Mandeel    | Kuwait        | 7.87  | q     |
| 2       | 3       | Yaqoub Mohamed Al-Youha | Kuwait        | 7.90  | q     |
| 3       | 1       | Huang Hao               | China         | 7.96  | q     |
| 4       | 2       | Jiang Fan               | China         | 8.11  | q     |
| 5       | 2       | Arumugam Suresh         | Índia         | 8.14  | q     |
| 6       | 3       | Saif Sabbah Khalifa     | Catar         | 8.17  | q     |
| 7       | 1       | Ameer Shakir            | Iraque        | 8.22  | q     |
| 8       | 1       | Rio Maholtra            | Indonésia     | 8.25  | q,    |
| 9       | 2       | Kwong Ming Kin          | Hong Kong     | 8.27  |       |
| 10      | 3       | Yang Wei-ting           | Taipé Chinesa | 8.30  |       |
| 11      | 3       | Milad Sayyar            | Irão          | 8.35  |       |
| 12      | 1       | Iong Kim Fai            | Macau         | 8.44  |       |
| 13      | 1       | Ko Wen-bin              | Taipé Chinesa | 8.66  |       |
| 14      | 2       | Ali Hazer               | Líbano        | 8.67  |       |
| 15      | 3       | Eric Shauwn Cray        | Filipinas     | 8.97  |       |
| 16      | 3       | Mohsin Ali              | Paquistão     | DSQ   | [ 2 ] |

| Posição           | Rais | Atleta                  | Nacionalidade | Tempo | Notas            |
| ----------------- | ---- | ----------------------- | ------------- | ----- | ---------------- |
| Medalha de ouro   | 2    | Abdulaziz Al-Mandeel    | Kuwait        | 7.80  |                  |
| Medalha de prata  | 2    | Yaqoub Mohamed Al-Youha | Kuwait        | 7.90  |                  |
| Medalha de bronze | 2    | Huang Hao               | China         | 7.90  |                  |
| 4                 | 2    | Jiang Fan               | China         | 7.91  |                  |
| 5                 | 1    | Arumugam Suresh         | Índia         | 8.08  | Recorde nacional |
| 6                 | 1    | Saif Sabbah Khalifa     | Catar         | 8.09  |                  |
| 7                 | 1    | Rio Maholtra            | Indonésia     | 8.27  |                  |
| 8                 | 1    | Ameer Shakir            | Iraque        | DNS   |                  |

### Revezamento 4x400 m
16 de fevereiro
| Posição           | Nacionalidade | Atletas                                                                    | Tempo   | Notas            |
| ----------------- | ------------- | -------------------------------------------------------------------------- | ------- | ---------------- |
| Medalha de ouro   | Cazaquistão   | Dmitriy Korabelnikov, Igor Kondratyev, Omirserik Bekenov, Sergey Zaikov    | 3:12.94 | ,                |
| Medalha de prata  | China         | Zhang Huadong, Qin Jian, Chen Jianxin, Zhu Chenbin                         | 3:13.43 |                  |
| Medalha de bronze | Omã           | Obaid Al-Quraini, Ahmed Al-Marjabi, Othman Al-Busaidi, Ahmed Mubarak Salah | 3:13.49 | Recorde nacional |
| 4                 | Irão          | Reza Ghasemi, Hadi Rahimi, Hossein Keyhani, Mehdi Zamani                   | 3:13.55 |                  |
| 5                 | Macau         |                                                                            | DNS     |                  |
| 5                 | Kuwait        |                                                                            | DNS     |                  |

### Salto em altura
16 de fevereiro
| Posição           | Atleta                | Nacionalidade | 2.00 | 2.10 | 2.15 | 2.20 | 2.24 | 2.30 | 2.36 | 2.41 | Resultados | Notas            |
| ----------------- | --------------------- | ------------- | ---- | ---- | ---- | ---- | ---- | ---- | ---- | ---- | ---------- | ---------------- |
| Medalha de ouro   | Mutaz Essa Barshim    | Catar         | –    | –    | o    | o    | xxo  | o    | xo   | xxx  | 2.36       |                  |
| Medalha de prata  | Majededdin Ghazal     | Síria         | –    | o    | o    | o    | xxx  |      |      |      | 2.20       |                  |
| Medalha de bronze | Zhang Guowei          | China         | o    | o    | o    | xo   | xxx  |      |      |      | 2.20       |                  |
| 4                 | Yuriy Dergachev       | Cazaquistão   | o    | o    | xxo  | xo   | xxx  |      |      |      | 2.20       |                  |
| 5                 | Li Peng               | China         | o    | o    | o    | xxx  |      |      |      |      | 2.15       |                  |
| 6                 | Bai Long              | China         | o    | o    | xxo  | xxx  |      |      |      |      | 2.15       |                  |
| 7                 | Muamer Aissa Barsham  | Catar         | o    | o    | xxx  |      |      |      |      |      | 2.10       |                  |
| 8                 | Nauraj Singh Randhawa | Malásia       | xo   | o    | xxx  |      |      |      |      |      | 2.10       |                  |
| 9                 | Anton Bodnar          | Cazaquistão   | –    | xo   | x–   | xx   |      |      |      |      | 2.10       |                  |
| 9                 | Hsiang Chun-hsien     | Taipé Chinesa | o    | xo   | xxx  |      |      |      |      |      | 2.10       | Recorde nacional |
| 11                | Lui Tsz Hin Daniel    | Hong Kong     | o    | xxx  |      |      |      |      |      |      | 2.00       |                  |

### Salto com vara
15 de fevereiro
| Posição           | Atleta         | Nacionalidade | 4.60 | 5.00 | 5.15 | 5.30 | 5.30 | 5.25 | 5.20 | 5.15 | Resultados | Notas |
| ----------------- | -------------- | ------------- | ---- | ---- | ---- | ---- | ---- | ---- | ---- | ---- | ---------- | ----- |
| Medalha de ouro   | Hsieh Chia-han | Taipé Chinesa | –    | o    | o    | xxx  | x    | x    | x    | o    | 5.15       |       |
| Medalha de prata  | Zhou Bo        | China         | –    | o    | o    | xxx  | x    | x    | x    | x    | 5.15       |       |
| Medalha de bronze | Ryo Tanaka     | Japão         | –    | xo   | xxo  | xxx  |      |      |      |      | 5.15       |       |
| 4                 | Han Duh-yeon   | Coreia do Sul | –    | o    | xxx  |      |      |      |      |      | 5.00       |       |
| 4                 | Lu Yao         | China         | –    | o    | xxx  |      |      |      |      |      | 5.00       |       |
| 5                 | Iskandar Alwi  | Malásia       | xxx  |      |      |      |      |      |      |      | NM         |       |

### Salto em distância
15 de fevereiro
| Posição           | Atleta                    | Nacionalidade | #1   | #2   | #3   | #4   | #5   | #6   | Resultados | Notas            |
| ----------------- | ------------------------- | ------------- | ---- | ---- | ---- | ---- | ---- | ---- | ---------- | ---------------- |
| Medalha de ouro   | Saleh Abdelaziz Al-Haddad | Kuwait        | 7.82 | 7.94 | 7.51 | 7.75 | –    | –    | 7.94       | Recorde nacional |
| Medalha de prata  | Mohammad Arzandeh         | Irão          | 7.72 | 7.66 | 7.71 | 7.80 | x    | x    | 7.80       | Recorde nacional |
| Medalha de bronze | Xie Lei                   | China         | 7.65 | x    | x    | 7.76 | x    | x    | 7.76       |                  |
| 4                 | Zhang Yaoguang            | China         | 7.69 | x    | 7.59 | x    | x    | 7.67 | 7.69       |                  |
| 5                 | Konstantin Safronov       | Cazaquistão   | 7.47 | x    | 7.35 | 7.36 | 7.48 | 7.50 | 7.50       |                  |
| 6                 | Henry Dagmil              | Filipinas     | 7.14 | 7.30 | 7.27 | 7.07 | 7.17 | 7.43 | 7.43       |                  |
| 7                 | Lin Hung-Min              | Taipé Chinesa | 7.24 | x    | 7.22 | 7.29 | 7.27 | x    | 7.29       |                  |
| 8                 | Andrey Reznichenko        | Uzbequistão   | 7.22 | x    | 6.99 | x    | x    | x    | 7.22       |                  |
| 9                 | Tsai I-Ta                 | Taipé Chinesa | 6.93 | 7.21 | 7.19 |      |      |      | 7.21       |                  |
| 10                | Noval Kurniawan           | Indonésia     | 6.72 | 6.95 | 6.90 |      |      |      | 6.95       | =                |
| 11                | Abdulrahman Khamis        | Bahrein       | 6.89 | 6.65 | 6.62 |      |      |      | 6.89       |                  |
| 12                | Tam Chon Lok              | Macau         | 6.40 | 6.44 | 6.27 |      |      |      | 6.44       |                  |
| 13                | Tsasbayar Sainbileg       | Mongólia      | 6.08 | 4.45 | x    |      |      |      | 6.08       |                  |

### Salto triplo
16 de fevereiro
| Posição           | Atleta                 | Nacionalidade | #1    | #2    | #3    | #4    | #5    | #6    | Resultados | Notas            |
| ----------------- | ---------------------- | ------------- | ----- | ----- | ----- | ----- | ----- | ----- | ---------- | ---------------- |
| Medalha de ouro   | Fu Haitao              | China         | x     | x     | 15.36 | 16.20 | x     | 16.21 | 16.21      |                  |
| Medalha de prata  | Roman Valiyev          | Cazaquistão   | x     | x     | 16.16 | 15.91 | x     | x     | 16.16      |                  |
| Medalha de bronze | Ruslan Kurbanov        | Uzbequistão   | 15.83 | 16.00 | 15.98 | 15.77 | 15.67 | x     | 16.00      |                  |
| 4                 | Muhammad Hakimi Ismail | Malásia       | 15.09 | 15.46 | 15.51 | x     | 15.51 | 16.00 | 16.00      | Recorde nacional |
| 5                 | Mohamed Salman         | Bahrein       | 15.77 | 15.62 | 15.71 | 15.78 | 15.97 | 15.76 | 15.97      | Recorde nacional |
| 6                 | Zhang Yaoguang         | China         | 15.62 | 15.59 | 15.16 | 15.49 | –     | 15.97 | 15.97      |                  |
| 7                 | Daigo Hasegawa         | Japão         | 15.73 | 15.16 | 15.52 | 15.81 | 15.34 | 15.53 | 15.81      |                  |
| 8                 | Vasilis Monolis        | Uzbequistão   | 14.99 | 15.35 | 15.26 | 15.16 | 15.15 | x     | 15.35      |                  |
| 9                 | Abdullah Al-Youhah     | Kuwait        | 14.89 | x     | 15.14 |       |       |       | 15.14      |                  |
| 10                | Tam Chon Lok           | Macau         | x     | 13.30 | 13.48 |       |       |       | 13.48      |                  |

### Arremesso de peso
16 de fevereiro
| Posição           | Atleta                   | Nacionalidade  | #1    | #2    | #3    | #4    | #5    | #6    | Resultados | Notas |
| ----------------- | ------------------------ | -------------- | ----- | ----- | ----- | ----- | ----- | ----- | ---------- | ----- |
| Medalha de ouro   | Om Prakash Singh Karhana | Índia          | 18.09 | 17.39 | 17.75 | 18.45 | 19.07 | x     | 19.07      |       |
| Medalha de prata  | Wang Guangfu             | China          | 18.40 | 18.59 | x     | 18.46 | 18.38 | 18.64 | 18.64      |       |
| Medalha de bronze | Li Jun                   | China          | 17.83 | x     | 18.11 | 18.33 | 18.03 | 18.52 | 18.52      |       |
| 4                 | Mashari Mohammad         | Kuwait         | x     | 18.05 | 18.26 | x     | x     | x     | 18.26      |       |
| 5                 | Grigoriy Kamulya         | Uzbequistão    | 17.95 | x     | 18.09 | 18.15 | x     | x     | 18.15      |       |
| 6                 | Sergey Dementev          | Uzbequistão    | 17.33 | x     | 16.99 | 17.83 | 17.36 | 17.60 | 17.83      |       |
| 7                 | Adi Aliffuddin Hussin    | Malásia        | 15.99 | 16.03 | 16.00 | 16.06 | 16.13 | 15.79 | 16.13      |       |
| 8                 | Tejen Hommadov           | Turquemenistão | 14.96 | 15.58 | 15.12 | 15.55 | x     | x     | 15.58      |       |

### Heptatlo
15 e 16 de fevereiro
| Posição           | Atleta            | Nacionalidade | 60m  | SD   | AP    | SA   | 60 m C/B | SV   | 1000 m  | Pontos | Notas            |
| ----------------- | ----------------- | ------------- | ---- | ---- | ----- | ---- | -------- | ---- | ------- | ------ | ---------------- |
| Medalha de ouro   | Dmitriy Karpov    | Cazaquistão   | 7.24 | 6.97 | 15.91 | 1.99 | 8.42     | 4.80 | 2:48.78 | 5752   |                  |
| Medalha de prata  | Akihiko Nakamura  | Japão         | 7.03 | 7.02 | 11.48 | 1.96 | 8.22     | 4.60 | 2:33.78 | 5693   | Recorde nacional |
| Medalha de bronze | Leonid Andreev    | Uzbequistão   | 7.24 | 7.07 | 14.49 | 1.99 | 8.58     | 5.10 | 3:06.88 | 5561   |                  |
| 4                 | Guo Qi            | China         | 7.33 | 6.51 | 12.90 | 1.93 | 8.39     | 4.70 | 2:57.10 | 5268   |                  |
| 5                 | Wang Qunhao       | China         | 7.43 | 6.58 | 11.35 | 1.96 | 8.39     | 4.30 | 2:41.57 | 5230   |                  |
| 6                 | Jesson Ramil Cid  | Filipinas     | 7.07 | 6.77 | 11.35 | 1.84 | 8.26     | NM   | 2:46.55 | 4565   | Recorde nacional |
| 7                 | Hadi Sepehrzad    | Irão          | 7.17 | 6.39 | 15.76 | 1.96 | 8.38     | DNS  | –       | DNF    |                  |
| 8                 | Abdoljalil Toumaj | Irão          | 7.21 | 6.81 | 12.73 | 1.96 | 8.42     | NM   | DNS     | DNF    |                  |

## Resultado feminino

### 60 m
| Posição | Bateria | Atleta                  | Nacionalidade  | Tempo | Notas |
| ------- | ------- | ----------------------- | -------------- | ----- | ----- |
| 1       | 1       | Olga Safronova          | Cazaquistão    | 7.39  | q     |
| 2       | 2       | Tao Yujia               | China          | 7.46  | q     |
| 3       | 2       | Maryam Toosi            | Irão           | 7.47  | q     |
| 4       | 2       | Fong Yee Pui            | Hong Kong      | 7.55  | q,    |
| 5       | 1       | Veronica Shanti Pereira | Singapura      | 7.62  | q,    |
| 6       | 1       | Lin Huijun              | China          | 7.70  | q     |
| 7       | 1       | Lam On Ki               | Hong Kong      | 7.70  | q     |
| 8       | 1       | Khanrutai Pakdee        | Tailândia      | 7.72  | q     |
| 9       | 2       | Aziza Sbaity            | Líbano         | 7.92  |       |
| 10      | 2       | Maysa Rejepova          | Turquemenistão | 7.98  |       |
| 11      | 2       | Nigina Sharipova        | Uzbequistão    | 7.99  |       |

| Posição           | Bateria | Atleta                  | Nacionalidade | Tempo | Notas            |
| ----------------- | ------- | ----------------------- | ------------- | ----- | ---------------- |
| Medalha de ouro   | 2       | Tao Yujia               | China         | 7.36  |                  |
| Medalha de prata  | 2       | Olga Safronova          | Cazaquistão   | 7.41  |                  |
| Medalha de bronze | 2       | Maryam Toosi            | Irão          | 7.50  |                  |
| 4                 | 2       | Fong Yee Pui            | Hong Kong     | 7.55  | Recorde nacional |
| 5                 | 1       | Lin Huijun              | China         | 7.57  |                  |
| 6                 | 1       | Khanrutai Pakdee        | Tailândia     | 7.58  |                  |
| 7                 | 1       | Veronica Shanti Pereira | Singapura     | 7.61  | Recorde nacional |
| 8                 | 1       | Lam On Ki               | Hong Kong     | 7.67  |                  |

### 400 m
| Posição | Bateria | Atleta            | Nacionalidade | Tempo | Notas |
| ------- | ------- | ----------------- | ------------- | ----- | ----- |
| 1       | 1       | Yuliya Rakhmanova | Cazaquistão   | 54.97 | q     |
| 2       | 1       | Maryam Toosi      | Irão          | 55.35 | q     |
| 3       | 1       | Cheng Chong       | China         | 56.08 | q     |
| 4       | 2       | Olga Andreyeva    | Cazaquistão   | 56.66 | q     |
| 5       | 1       | Anilda Thomas     | Índia         | 56.97 | q     |
| 6       | 2       | Natalya Asanova   | Uzbequistão   | 57.47 | q     |
| 7       | 2       | Chen Jingwen      | China         | 59.05 |       |

| Posição           | Atleta            | Nacionalidade | Tempo | Notas |
| ----------------- | ----------------- | ------------- | ----- | ----- |
| Medalha de ouro   | Maryam Toosi      | Irão          | 54.24 |       |
| Medalha de prata  | Yuliya Rakhmanova | Cazaquistão   | 54.37 |       |
| Medalha de bronze | Olga Andreyeva    | Cazaquistão   | 55.74 |       |
| 4                 | Anilda Thomas     | Índia         | 56.08 |       |
| 5                 | Cheng Chong       | China         | 56.86 |       |
| 6                 | Natalya Asanova   | Uzbequistão   | 56.96 |       |

### 800 m
16 de fevereiro
| Posição           | Atleta            | Nacionalidade | Tempo   | Notas            |
| ----------------- | ----------------- | ------------- | ------- | ---------------- |
| Medalha de ouro   | Tatyana Yurchenko | Cazaquistão   | 2:14.20 |                  |
| Medalha de prata  | Ksenia Faiskanova | Quirguistão   | 2:14.47 |                  |
| Medalha de bronze | Tatyana Neroznak  | Cazaquistão   | 2:14.61 |                  |
| 4                 | Lismawati Ilang   | Indonésia     | 2:15.44 | Recorde nacional |
| 5                 | Jiang Zirui       | China         | 2:29.10 |                  |

### 1500 m
15 de fevereiro
| Posição           | Atleta                   | Nacionalidade          | Tempo   | Notas            |
| ----------------- | ------------------------ | ---------------------- | ------- | ---------------- |
| Medalha de ouro   | Maryam Yusuf Jamal       | Bahrein                | 4:19.42 |                  |
| Medalha de prata  | Betlhem Desalegn         | Emirados Árabes Unidos | 4:19.83 |                  |
| Medalha de bronze | Viktoriia Poliudina      | Quirguistão            | 4:25.36 | '                |
| 4                 | Irina Moroz              | Uzbequistão            | 4:25.98 |                  |
| 5                 | Ksenia Faiskanova        | Quirguistão            | 4:30.39 |                  |
| 6                 | Shinetsetseg Chuluunkhuu | Mongólia               | 4:38.07 | Recorde nacional |
| 7                 | Zang Chunxue             | China                  | 4:57.18 |                  |

### 3000 m
16 de fevereiro
| Posição           | Atleta                   | Nacionalidade          | Tempo    | Notas            |
| ----------------- | ------------------------ | ---------------------- | -------- | ---------------- |
| Medalha de ouro   | Maryam Yusuf Jamal       | Bahrein                | 8:43.16  | ,                |
| Medalha de prata  | Betlhem Desalegn         | Emirados Árabes Unidos | 8:46.54  | Recorde nacional |
| Medalha de bronze | Alia Saeed Mohammed      | Emirados Árabes Unidos | 8:56.78  |                  |
| 4                 | Irina Moroz              | Uzbequistão            | 9:33.64  |                  |
| 5                 | Gulshanoi Satarova       | Quirguistão            | 9:34.77  |                  |
| 6                 | Viktoriia Poliudina      | Quirguistão            | 9:39.28  |                  |
| 7                 | Shinetsetseg Chuluunkhuu | Mongólia               | 10:03.91 |                  |
| 8                 | Li Wenjie                | China                  | 10:30.72 |                  |

### 60 m com barreiras
15 de fevereiro
| Posição           | Atleta                | Nacionalidade | Tempo | Notas |
| ----------------- | --------------------- | ------------- | ----- | ----- |
| Medalha de ouro   | Wu Shuijiao           | China         | 8.02  | ,     |
| Medalha de prata  | Anastassiya Pilipenko | Cazaquistão   | 8.27  |       |
| Medalha de bronze | Sun Yawei             | China         | 8.37  |       |
| 4                 | Lui Lai Yiu           | Hong Kong     | 8.76  |       |
| 5                 | Raja Azhar            | Malásia       | 8.78  |       |
| 6                 | Lo Wing Yee           | Hong Kong     | 8.89  |       |

### Revezamento 4x400 m
16 de fevereiro
| Posição           | Nacionalidade | Atletas                                                                   | Tempo   | Notas |
| ----------------- | ------------- | ------------------------------------------------------------------------- | ------- | ----- |
| Medalha de ouro   | Cazaquistão   | Elina Mikhina, Tatyana Yurchenko, Olga Andreyeva, Yuliya Rakhmanova       | 3:42.45 |       |
| Medalha de prata  | Tailândia     | Karat Srimuang, Atchima Eng-Chuan, Pornpan Hoemhuk, Treewadee Yongphan    | 3:42.55 |       |
| Medalha de bronze | China         | Zhou Yanling, Chen Jingwen, Li Manyuan, Wang Huan                         | 3:43.89 |       |
| 4                 | Quirguistão   | Gulshanoi Satarova, Anna Bulanova, Viktoriya Poliudina, Ksenia Faiskanova | 4:12.29 |       |

### Salto em altura
16 de fevereiro
| Posição           | Atleta            | Nacionalidade | 1.65 | 1.70 | 1.75 | 1.80 | 1.84 | 1.88 | 1.91 | 1.94 | 1.96 | 1.98 | Resultados | Notas |
| ----------------- | ----------------- | ------------- | ---- | ---- | ---- | ---- | ---- | ---- | ---- | ---- | ---- | ---- | ---------- | ----- |
| Medalha de ouro   | Svetlana Radzivil | Uzbequistão   | –    | –    | –    | o    | xo   | o    | xo   | o    | xo   | xxx  | 1.96       | , =   |
| Medalha de prata  | Zheng Xingjuan    | China         | –    | –    | –    | o    | o    | xo   | o    | xxx  |      |      | 1.91       |       |
| Medalha de bronze | Zhao Jian         | China         | o    | o    | o    | xo   | xxx  |      |      |      |      |      | 1.80       |       |
| 4                 | Zhang Luyu        | China         | o    | o    | o    | xxx  |      |      |      |      |      |      | 1.75       |       |
| 5                 | Yuki Mimura       | Japão         | xo   | o    | xxx  |      |      |      |      |      |      |      | 1.70       |       |

### Salto com vara
15 de fevereiro
| Posição          | Atleta          | Nacionalidade | 3.60 | 3.80 | 4.00 | 4.15 | 4.30 | 4.40 | Resultados | Notas            |
| ---------------- | --------------- | ------------- | ---- | ---- | ---- | ---- | ---- | ---- | ---------- | ---------------- |
| Medalha de ouro  | Tomomi Abiko    | Japão         | –    | –    | o    | o    | o    | xxx  | 4.30       |                  |
| Medalha de prata | Ren Mengqian    | China         | –    | –    | o    | o    | xxx  |      | 4.15       |                  |
| Medalha de prata | Xu Huiqin       | China         | –    | –    | o    | o    | x–   | xx   | 4.15       |                  |
| 4                | Kanae Tatsuta   | Japão         | o    | o    | xxx  |      |      |      | 3.80       |                  |
| 5                | Khyati Vakharia | Índia         | xo   | xo   | xxx  |      |      |      | 3.80       | Recorde nacional |
| 6                | Liu Jingyi      | China         | o    | xxx  |      |      |      |      | 3.60       |                  |

### Salto em distância
15 de fevereiro
| Posição           | Atleta                     | Nacionalidade | #1   | #2   | #3   | #4   | #5   | #6   | Resultados | Notas            |
| ----------------- | -------------------------- | ------------- | ---- | ---- | ---- | ---- | ---- | ---- | ---------- | ---------------- |
| Medalha de ouro   | Yurina Hiraka              | Japão         | 6.12 | 6.22 | 6.15 | 6.07 | x    | 6.34 | 6.34       |                  |
| Medalha de prata  | Darya Reznichenko          | Uzbequistão   | 6.15 | 6.03 | 5.98 | 6.30 | x    | 6.25 | 6.30       |                  |
| Medalha de bronze | Jiang Yanfei               | China         | 6.01 | 6.22 | x    | 6.19 | x    | x    | 6.22       |                  |
| 4                 | Maria Natalia Londa        | Indonésia     | 6.08 | x    | 6.18 | x    | 6.02 | 5.69 | 6.18       |                  |
| 5                 | Anastasiya Juravleva       | Uzbequistão   | 5.82 | 6.13 | 6.15 | 6.14 | x    | 6.07 | 6.15       |                  |
| 6                 | Wang Wupin                 | China         | 6.12 | x    | 6.13 | x    | x    | x    | 6.13       |                  |
| 7                 | Anna Bulanova              | Quirguistão   | 5.32 | 5.64 | 5.78 | x    | x    | 5.63 | 5.78       |                  |
| 8                 | Nurul Jannah Mohd Zulkifli | Singapura     | x    | x    | 5.24 | 5.15 | 5.33 | 5.27 | 5.33       | Recorde nacional |

### Salto triplo
16 de fevereiro
| Posição           | Atleta                  | Nacionalidade | #1    | #2    | #3    | #4    | #5    | #6    | Resultados | Notas |
| ----------------- | ----------------------- | ------------- | ----- | ----- | ----- | ----- | ----- | ----- | ---------- | ----- |
| Medalha de ouro   | Anastasiya Juravleva    | Uzbequistão   | 13.43 | 13.37 | 13.60 | 13.55 | –     | x     | 13.60      |       |
| Medalha de prata  | Aleksandra Kotlyarova   | Uzbequistão   | x     | 13.45 | x     | x     | x     | 13.25 | 13.45      |       |
| Medalha de bronze | Li Xiaohong             | China         | 13.43 | x     | 13.30 | x     | x     | 13.42 | 13.43      |       |
| 4                 | Deng Lina               | China         | 13.22 | 13.26 | 13.05 | 13.03 | 12.71 | 13.15 | 13.26      |       |
| 5                 | Thitima Muangjan        | Tailândia     | x     | 13.11 | 13.25 | 12.98 | 13.16 | 13.05 | 13.25      |       |
| 6                 | Irina Ektova            | Cazaquistão   | 12.97 | x     | x     | 12.96 | 13.09 | 13.05 | 13.09      |       |
| 7                 | Sheena Nellickal Varkey | Índia         | 12.48 | x     | 12.16 | 12.29 | 12.48 | x     | 12.48      |       |
| 8                 | Yekaterina Ektova       | Cazaquistão   | x     | 12.38 | x     | x     | x     | x     | 12.38      |       |

### Arremesso de peso
15 de fevereiro
| Posição           | Atleta            | Nacionalidade | #1    | #2    | #3    | #4    | #5    | #6    | Resultados | Notas            |
| ----------------- | ----------------- | ------------- | ----- | ----- | ----- | ----- | ----- | ----- | ---------- | ---------------- |
| Medalha de ouro   | Sofiya Burkhanova | Uzbequistão   | 16.39 | 15.61 | 16.34 | 16.60 | 16.80 | 16.57 | 16.80      |                  |
| Medalha de prata  | Bian Ka           | China         | 15.76 | 15.89 | 16.15 | 16.44 | 15.86 | 16.60 | 16.60      |                  |
| Medalha de bronze | Lin Chia-ying     | Taipé Chinesa | 15.53 | x     | x     | x     | 16.52 | 16.08 | 16.52      | Recorde nacional |
| 4                 | Xu Jiaqi          | China         | 14.78 | 15.46 | 14.75 | 15.55 | 15.10 | x     | 15.55      |                  |

### Pentatlo
16 de fevereiro
| Posição           | Atleta              | Nacionalidade  | 60 m C/B | SA   | AP    | SD   | 800 m   | Pontos | Notas            |
| ----------------- | ------------------- | -------------- | -------- | ---- | ----- | ---- | ------- | ------ | ---------------- |
| Medalha de ouro   | Wang Qingling       | China          | 8.58     | 1.75 | 12.34 | 6.17 | 2:26.02 | 4246   |                  |
| Medalha de prata  | Yuliya Tarasova     | Uzbequistão    | 8.88     | 1.63 | 12.88 | 6.00 | 2:28.68 | 3985   |                  |
| Medalha de bronze | Irina Karpova       | Cazaquistão    | 8.98     | 1.72 | 11.90 | 5.62 | 2:24.05 | 3951   |                  |
| 4                 | Yekaterina Voronina | Uzbequistão    | 9.71     | 1.69 | 13.32 | 5.81 | 2:24.09 | 3951   |                  |
| 5                 | Sepideh Tavakoli    | Irão           | 9.10     | 1.69 | 12.35 | 5.30 | 2:28.82 | 3951   |                  |
| 6                 | Zhang Huan          | China          | 8.92     | 1.57 | 9.81  | 5.77 | 2:25.85 | 3671   |                  |
| 7                 | Li Weijian          | China          | 8.91     | 1.57 | 10.30 | 5.52 | 2:33.54 | 3534   |                  |
| 8                 | Chu Chia-Ling       | Taipé Chinesa  | 8.92     | 1.57 | 11.44 | 5.47 | 2:39.27 | 3524   |                  |
| 9                 | Krystel Saneh       | Líbano         | 9.39     | 1.51 | 8.43  | 5.30 | 2:37.90 | 3129   | Recorde nacional |
| 10                | Irina Velihanova    | Turquemenistão | 9.86     | NM   | 10.19 | 4.91 | 2:29.97 | 2508   |                  |

Legenda
| Recorde mundial       | Recorde mundial (World record)               |                       | Recorde africano                      | Recorde africano (African) |                                           | Q | Classificado por posição (Qualified) |
| Recorde do campeonato | Recorde do campeonato (Championship record)  | Recorde da América    | Recorde da América (Americas)         | q                          | Classificado por melhor tempo (Qualified) |   |                                      |
| Melhor marca do ano   | Melhor marca do ano (World leading)          | Recorde asiático      | Recorde asiático (Asian)              | DNS                        | Não largou (Did not start)                |   |                                      |
| Recorde nacional      | Recorde nacional (National record)           | Recorde europeu       | Recorde europeu (European)            | DNF                        | Não terminou (Did not finish)             |   |                                      |
| Recorde pessoal       | Recorde pessoal do atleta (Personal best)    | Recorde da Oceania    | Recorde da Oceania (Oceania)          | DSQ / DQ                   | Desclassificado (Disqualified)            |   |                                      |
| Recorde da temporada  | Recorde da temporada do atleta (Season best) | Recorde sul-americano | Recorde sul-americano (South America) | NM                         | Sem marca (No mark)                       |   |                                      |